# SC Charlottenburg

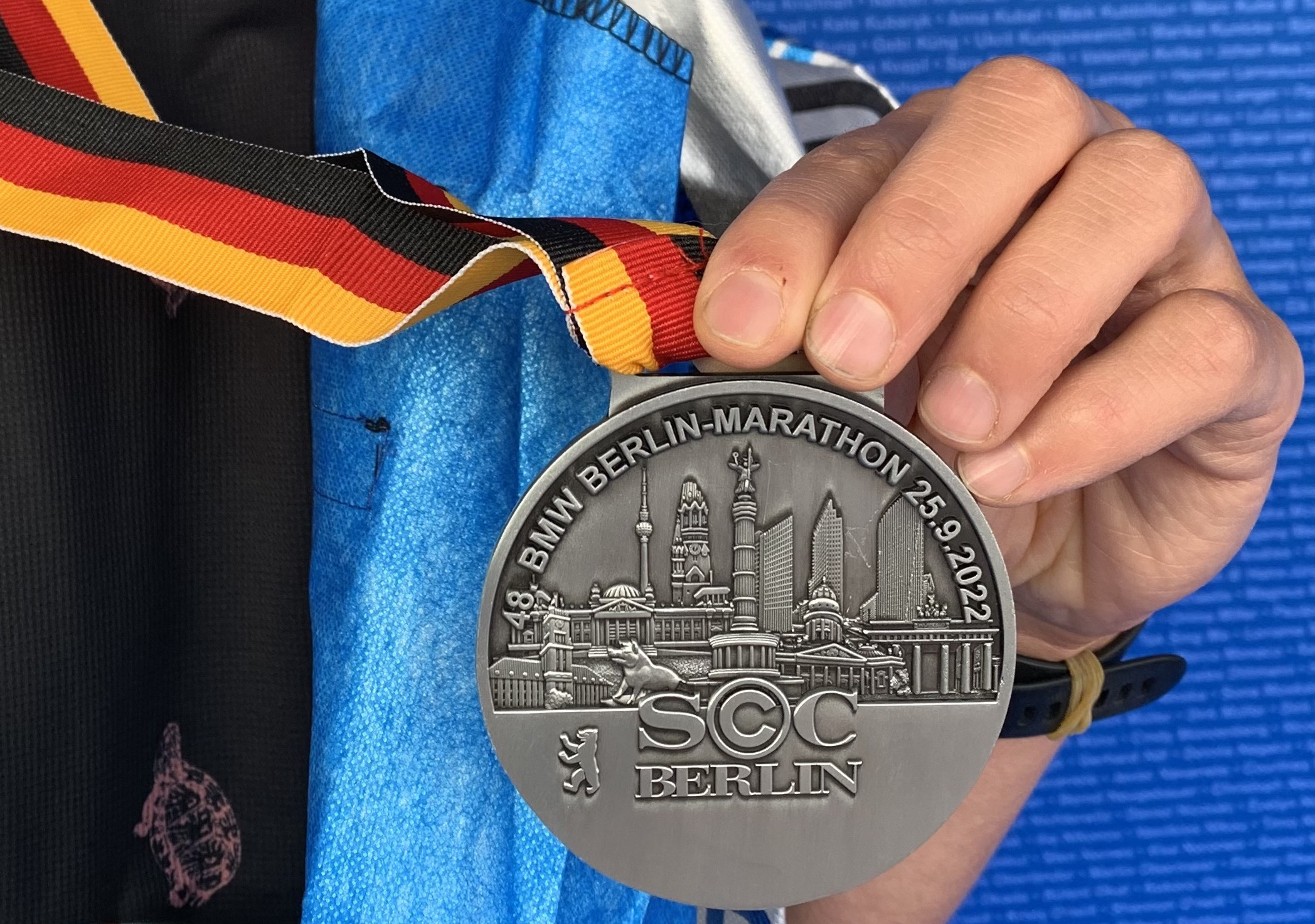
Teilnehmermedaille des Berlin-Marathons ausgegeben vom SCC

Der SC Charlottenburg e. V. (offiziell: Sport-Club Charlottenburg e. V.), auch: SCC Berlin, ist ein Berliner Sportverein aus dem Ortsteil Westend. Der 1902 in der damals noch eigenständigen Stadt Charlottenburg gegründete Verein betätigt sich in 36 verschiedenen Sportarten (Stand: 2023).
Zu den bekanntesten Abteilungen zählen die Leichtathleten, die viele Berliner Laufveranstaltungen, darunter auch den Berlin-Marathon, ins Leben gerufen haben. Die Volleyball-Mannschaft, spielt als Berlin Recycling Volleys in der Volleyball-Bundesliga. Die American-Football-Mannschaft Berlin Rebels spielt in der German Football League. Die Fußballmannschaft des SCC verbrachte die  Saison 1983/84  in der 2. Fußball-Bundesliga.

## Vereinsgeschichte

Historisches Vereinswappen

Der Verein wurde 1902 als Charlottenburger Sport-Club 1902 (kurz ChSC 02) in „Eckmanns Tanzinstitut“ in der damaligen Scharrenstraße 13 (heute Schustehrusstraße), dem heute ältesten erhaltenen Bürgerhaus Charlottenburgs, gegründet. Gründungsvorsitzender war Paul Martin. Zunächst wurde das Barlaufspiel betrieben, wo der ChSC 02 von 1905 bis 1907 Berliner Meister wurde. Doch bald setzte sich die Leichtathletik als hauptsächlich betriebene Sportart durch, sodass der Verein das Barlaufspiel bereits 1908 wieder aufgab. Im selben Jahr begann man auch mit dem Fußballsport. Am 10. Juni 1911 vereinigten sich der Charlottenburger SC und der Sport-Club Westen 05 zum SC Charlottenburg. Dabei wechselten die Klubfarben von Blau-Gelb (in Anlehnung an die Farben der Stadt Charlottenburg) zu Schwarz-Weiß.
Die erste Spielstätte des Vereins befand sich von 1910 bis 1926 gegenüber dem Bahnhof Witzleben an der Stelle des heutigen ICC Berlin. Danach wechselte man zunächst an einen Standort neben der AVUS, bevor man 1930 aufgrund des sich weiter ausdehnenden Messegeländes schließlich das SCC-Stadion, heute Mommsenstadion, bezog.
Nach dem Ende des Zweiten Weltkriegs wurde der SCC zunächst aufgelöst und 1946 als kommunale Sportgruppe Eichkamp wieder zugelassen. Am 10. Oktober 1949 bekam der Verein schließlich wieder seinen alten und heutigen Namen zurück.

## Eishockey
Die 1907 gegründete Eishockeyabteilung des Charlottenburger SC gehörte zu den Pionieren im deutschen Eishockey. Die ersten bekannten Begegnungen – 4:13 am 5. Januar 1908 gegen den Berliner Hockey Club und ein rekordverdächtiges 2:40 gegen den Leipziger Sportclub am 13. Januar 1908 – waren vermutlich Spiele mit dem Ball (später Bandy genannt). Beim ersten internationalen Turnier in Deutschland im November 1908 stand der SCC in der Vorrunde dem Berliner Schlittschuhclub gegenüber und verlor mit 0:13. Die gleiche Partie war auch die Finalpaarung des ersten Endspiels um die deutsche Eishockeymeisterschaft 1912; auch hier verlor der SCC mit 1:2 n. V. Auch an den Berliner Meisterschaften nahm der Verein seit der ersten Austragung 1909/10 teil. Mit den Vereinsgründern Paul Martin und Erich Hohndorf sowie Erich Warmuth gehörten drei Spieler der deutschen Nationalmannschaft dieser Zeit an.
Nach dem Ersten Weltkrieg gehörte der SCC zu den ersten Vereinen, die den Spielbetrieb wieder aufnahmen. In den Folgejahren nahm der SCC mehrmals an den Deutschen Meisterschaften teil und wurde noch drei Mal Vizemeister. Den größten Erfolg erreichte man 1927 mit dem Gewinn der Berliner Meisterschaft. 1932 trat ein Großteil der Eishockeyspieler zum Berliner Eislauf-Club über, so dass die Mannschaft neu gegründet werden musste.
Nach dem Ende des Zweiten Weltkriegs bestand etwa von 1948 bis 1951 nochmals eine Eishockeymannschaft beim SCC.

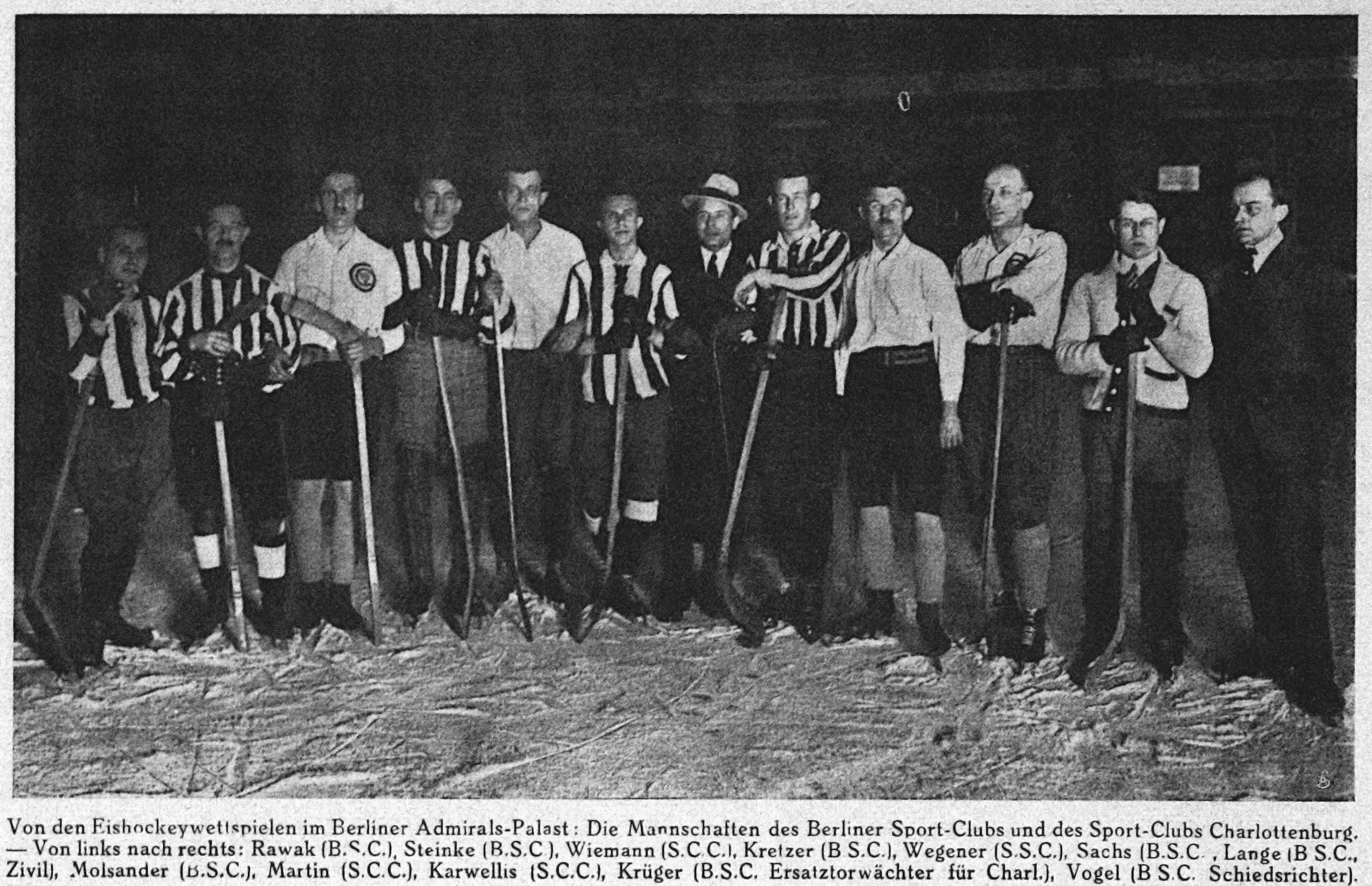
Mannschaften des Berliner Schlittschuhclubs und des Charlottenburger Sport-Clubs aus der Saison 1918/19

Seit 1987 wird im SCC wieder Eishockey betrieben. Die erste Mannschaft spielte ab 1988 mit Unterbrechungen in der Landesliga Berlin, der niedrigsten Spielklasse. Die größten Erfolge in dieser Zeit waren der Gewinn der Berliner Meisterschaft 1998, 2000 bis 2003 sowie 2009. Heimspielstätte ist seit 2012 die Eissporthalle P9 am Glockenturm mit einer Zuschauerkapazität von 1.000 Zuschauern.
Im Herbst 2020 gründeten die Nachwuchsmannschaften des aufgelösten ECC Preussen Berlin innerhalb des SCC die SCC Adler als Nachwuchs-Eishockeyabteilung (Laufschule bis U20). 2022 gründete die Nachwuchsabteilung eine Männermannschaft, welche die Landesliga Berlin gewinnen konnte, während die Mannschaft der Eishockeyabteilung nur Neunter wurde. Die Adler steigen zur Saison 2023/24 in die Regionalliga Ost auf, wo sie den letzten Platz belegten und sich nach einem Jahr wieder zurückzogen. Die U17-Mannschaft der SCC Adler spielt seit 2023/24 erstmals auf nationalem Niveau in der DEB Division II Nord. Die U20 spielte 2024/25 erstmals in der DNL Division III Nord.

### Erfolge
- 1912 Vizemeister
- 1914 Halbfinale
- 1920 3. Platz
- 1922 3. Platz
- 1923 Vizemeister
- 1924 inoffizieller Vizemeister
- 1926 Vizemeister
- 1927 Vizemeister

## Fußball
Die Fußballer nahmen 1908 den Spielbetrieb auf. Nach dem Ende des Ersten Weltkriegs schlossen sie sich 1919 mit dem FC Union Halensee 1898 zum FC Union-SC Charlottenburg zusammen und spielten danach erfolgreich in der höchsten Liga des VBB. Der größte Erfolg war das Erreichen des Finales um die Berliner Fußballmeisterschaft gegen den SV Norden-Nordwest (das mit 0:1 und 2:4 verloren ging) 1921/22. Nachdem die Verbindung 1926 wieder aufgelöst worden war, konnte sich der SCC nicht mehr dauerhaft in der obersten Spielklasse halten und wechselte regelmäßig zwischen 1. und 2. Liga.
Mit der Einführung der Gauliga Berlin-Brandenburg blieben die Charlottenburger bis 1945 unterklassig. Nach dem Kriegsende schlossen sich die Mannschaften von Tennis Borussia Berlin und dem SCC in der SG Charlottenburg zusammen, wobei TeBe den maßgeblichen Anteil am Erfolg der Sportgruppe in den folgenden Jahren bis 1949 haben sollte. Folgerichtig blieb Tennis Borussia nach der Wiederzulassung der Klubs in der Berliner Stadtliga, während der SCC weiter unterklassig spielte.
Lange Zeit spielte der SCC in den unteren Ligen West-Berlins in der A- bzw. B-Klasse. Doch 1978 begannen die Charlottenburger eine beeindruckende Erfolgsserie, die den Verein innerhalb von fünf Jahren in die 2. Fußball-Bundesliga brachte. Zunächst gelang 1979 der Aufstieg von der B- in die A-Klasse, dem 1980 der Aufstieg in die Landesliga und erneut ein Jahr später in die Berliner Oberliga folgte. In seiner Premierensaison 1981/82 belegte der Verein überraschend Platz drei. Doch auch in der Folgesaison blieb der SCC erfolgreich, sicherte sich sowohl den Berliner Pokal als auch die Berliner Fußballmeisterschaft und setzte sich auch in der anschließenden Aufstiegsrunde zur 2. Bundesliga durch. Kurios war, dass Charlottenburg in den fünf Aufstiegssaisons vier Mal den Trainer wechselte.
In der 2. Bundesliga konnte sich die Mannschaft nicht halten und stieg nach nur einer Saison wieder ab; nach 38 Spielen betrug der Rückstand zum rettenden Platz 16, den Rot-Weiß Oberhausen belegte, zwei Punkte. Ausschlaggebend dafür war letztlich die schwache Bilanz auf fremden Plätzen: Lediglich am 23. Spieltag gelang mit dem 2:1 beim VfL Osnabrück ein Auswärtssieg. Zur Mannschaft gehörte u. a. der spätere Nationaltorhüter Andreas Köpke; weitere Leistungsträger waren Jörg Gaedke, mit 15 Treffern bester Torschütze des SCC, sowie Jürgen Schulz, Edmund Malura und Thorsten Schlumberger. Trainer Bernd Erdmann wurde im Saisonverlauf durch Slobodan Čendić ersetzt. In der Saison 1984/85 verpasste der Verein den direkten Wiederaufstieg, wurde hinter Tennis Borussia nur Zweiter und qualifizierte sich damit nur für die deutsche Fußball-Amateurmeisterschaft 1985. Ein Jahr später belegte der SCC wieder den ersten Platz, scheiterte aber in der Aufstiegsrunde am FC St. Pauli und Rot-Weiss Essen. Danach verließen viele Leistungsträger den Verein, sodass Charlottenburg 1986/87 als amtierender Berliner Meister und Pokalsieger Letzter der Oberliga wurde und abstieg.
Nach dem Wiederaufstieg konnten sich die Charlottenburger wieder in der Oberliga behaupten und qualifizierten sich am Ende der Saison 1990/91 für die neugeschaffene Oberliga Nordost, wo sie in den ersten beiden Jahren die Klasse hielten. Am Ende der Saison 1993/94 verpasste der SCC die Qualifikation für die neugegründete Regionalliga Nordost und verblieb in der nunmehr viertklassigen Oberliga. Erst in der Saison 1995/96 gelang der Sprung in die Regionalliga, wo der SCC nach nur einer Saison wieder abstieg. Zwei Jahre später stieg der SCC dann auch aus der Oberliga in die Verbandsliga Berlin ab.
Charlottenburg spielte lange Jahre im Mittelfeld der Verbandsliga mit, jedoch ohne Aussicht auf den Aufstieg. Stattdessen folgte 2009 der Abstieg in die siebtklassige Landesliga. In der Saison 2014/15 gelang der Wiederaufstieg in die inzwischen Berlin-Liga genannte Verbandsliga, aus der man jedoch direkt wieder absteigen musste. Das Ziel Wiederaufstieg in Berlins höchste Spielklasse konnte in der Saison 2017/18 mit dem 1. Platz der Landesliga Staffel 2 erreicht werden. In der Saison 2018/19 spielten die 1. Herren des SCC Berlin somit wieder in der Berlin-Liga, stiegen aber zur Saison 2019/20 direkt wieder ab, im Folgejahr erfolgte die prompte Rückkehr in die Berlin-Liga.

### Erfolge
- 2. Bundesliga
  - Teilnahme: 1983/84
- DFB-Pokal
  - 2. Runde: 1984
- Deutsche Fußball-Amateurmeisterschaft
  - Halbfinale: 1985
- Oberliga Nordost (Staffel Nord)
  - Meister: 1996
- Berliner Fußballmeisterschaft
  - Meister: 1983, 1986
  - Vizemeister: 1922, 1985
- Berliner Fußballpokal
  - Sieger: 1983, 1986
  - Finalist: 1948, 1985

### Statistik
| Spielzeit | Liga (Klasse)                         | Platz |
| --------- | ------------------------------------- | ----- |
| 1980/81   | Landesliga (IV)                       | 01.   |
| 1981/82   | Oberliga Berlin (III)                 | 03.   |
| 1982/83   | Oberliga Berlin (III)                 | 01.   |
| 1983/84   | 2. Bundesliga (II)                    | 18.   |
| 1984/85   | Oberliga Berlin (III)                 | 02.   |
| 1985/86   | Oberliga Berlin (III)                 | 01.   |
| 1986/87   | Oberliga Berlin (III)                 | 16.   |
| 1987/88   | Landesliga (IV)                       | 01.   |
| 1988/89   | Oberliga Berlin (III)                 | 15.   |
| 1989/90   | Oberliga Berlin (III)                 | 04.   |
| 1990/91   | Oberliga Berlin (III)                 | 11.   |
| 1991/92   | Oberliga Nordost, Staffel Mitte (III) | 15.   |
| 1992/93   | Oberliga Nordost, Staffel Mitte (III) | 10.   |
| 1993/94   | Oberliga Nordost, Staffel Mitte (III) | 10.   |
| 1994/95   | Oberliga Nordost, Staffel Nord (IV)   | 05.   |

| Spielzeit | Liga (Klasse)                       | Platz |
| --------- | ----------------------------------- | ----- |
| 1995/96   | Oberliga Nordost, Staffel Nord (IV) | 01.   |
| 1996/97   | Regionalliga Nordost (III)          | 17.   |
| 1997/98   | Oberliga Nordost, Staffel Nord (IV) | 10.   |
| 1998/99   | Oberliga Nordost, Staffel Nord (IV) | 15.   |
| 1999/00   | Verbandsliga Berlin (V)             | 03.   |
| 2000/01   | Verbandsliga Berlin (V)             | 10.   |
| 2001/02   | Verbandsliga Berlin (V)             | 11.   |
| 2002/03   | Verbandsliga Berlin (V)             | 08.   |
| 2003/04   | Verbandsliga Berlin (V)             | 06.   |
| 2004/05   | Verbandsliga Berlin (V)             | 12.   |
| 2005/06   | Verbandsliga Berlin (V)             | 06.   |
| 2006/07   | Verbandsliga Berlin (V)             | 11.   |
| 2007/08   | Verbandsliga Berlin (V)             | 15.   |
| 2008/09   | Berlin-Liga (VI)                    | 16.   |
| 2009/10   | Landesliga – Staffel 2 (VII)        | 07.   |

| Spielzeit | Liga (Klasse)                | Platz |
| --------- | ---------------------------- | ----- |
| 2010/11   | Landesliga – Staffel 2 (VII) | 10.   |
| 2011/12   | Landesliga – Staffel 1 (VII) | 03.   |
| 2012/13   | Landesliga – Staffel 1 (VII) | 03.   |
| 2013/14   | Landesliga – Staffel 1 (VII) | 04.   |
| 2014/15   | Landesliga – Staffel 2 (VII) | 02.   |
| 2015/16   | Berlin-Liga (VI)             | 17.   |
| 2016/17   | Landesliga – Staffel 2 (VII) | 03.   |
| 2017/18   | Landesliga – Staffel 2 (VII) | 01.   |
| 2018/19   | Berlin-Liga (VI)             | 17.   |
| 2019/20   | Landesliga – Staffel 2 (VII) | 01. 1 |
| 2020/21   | Berlin-Liga (VI)             | 07. 1 |
| 2021/22   | Berlin-Liga (VI)             | 13.   |
| 2022/23   | Berlin-Liga (VI)             | 15.   |
| 2023/24   | Berlin-Liga (VI)             | 05.   |

Grün unterlegte Platzierungen kennzeichnen einen Aufstieg. Rot unterlegte Platzierungen kennzeichnen einen Abstieg.

### Bekannte Spieler
In Klammern: Zeit der Vereinszugehörigkeit als Spieler
- Dieter Brefort (bis 1982)
- Jörg Gaedke (1980–1984)
- Torsten Gowitzke (1993–1998)
- Andreas Köpke (1983–1984)
- Mike Lünsmann (2008)
- Frank Mischke (1981–1986)
- Christian Niebel (bis 1986)
- Thorsten Schlumberger (1981–1985)
- Timo Uster (1994–1997)

## Hockey
Die Hockeyabteilung des SCC bildete sich mit der ersten Mannschaft im Jahre 1910.
Die 1. Herrenmannschaft spielt im Feld in der 2. Bundesliga, die Damen in der Regionalliga Ost. In der Halle sind die Herren zurzeit Mitglied der 2. Bundesliga, nachdem die 2017 nach zwei Spielzeiten aus der 1. Bundesliga abstiegen. Die Damen spielen auch in der zweithöchsten Spielklasse, dort ist dies allerdings die Regionalliga Ost.
Die Hockeyabteilung zeichnet sich durch eine erfolgreiche Jugendarbeit aus. Aus dieser gingen die Nationalspieler Oliver Hentschel (Weltmeister 2006) und Tobias Hentschel (Europameister 1999), Söhne von Steffi Hentschel (geb. Drescher; Weltmeisterin 1976) sowie Ferdinand Weinke (Halleneuropameister 2016) hervor.

## Inlineskating und Eisschnelllauf
Die Abteilung für Inlineskating und Eisschnelllauf wurde 1998 als „SCC XSpeed Team Berlin“ gegründet. Seit 2011 führt sie den Namen „SCC Skating“.
Heute zählt die Abteilung über 200 Mitglieder und ist damit, obwohl einer der jüngeren Speedskating-Vereine Deutschlands, einer der mitgliederstärksten. SCC Skating bietet regelmäßiges, ganzjähriges Training in verschiedenen Gruppen an, organisiert Skate-Kurse sowie im Sommer das radioeins Rollfeld auf dem Tempelhofer Feld. Auf die Nachwuchsarbeit wird besonders Wert gelegt – daher ist ein umfangreiches Training für Kinder und Jugendliche Bestandteil des Sportangebots.
Vom Freizeitskater bis zum Wettkampfskater sind alle Leistungsklassen im Verein vertreten. Nennenswerte Sportler des Vereins sind die mehrfache Olympiasiegerin Claudia Pechstein (die für den SCC Skating bei Speedskate-Wettbewerben startet), die Welt- und mehrfache Europameisterin Jana Gegner und der mehrfache Deutsche Meister Andre Unterdörfel.
SCC Skating ist Mitglied im Inline- und Rollsportverband Berlin e. V. und in der Deutschen Eisschnelllauf Gemeinschaft e. V. – DESG.
Der SCC veranstaltet das XRace, Berlins einziges Just-Inline-Rennen, das auf öffentlichen Straßen ausgetragen wird.

## Lacrosse
Seit 2008 ist der Berliner Lacrosse Verein Teil des SC Charlottenburg. 2009 wurde die Herrenmannschaft zum fünften Mal deutscher Meister.

## Leichtathletik

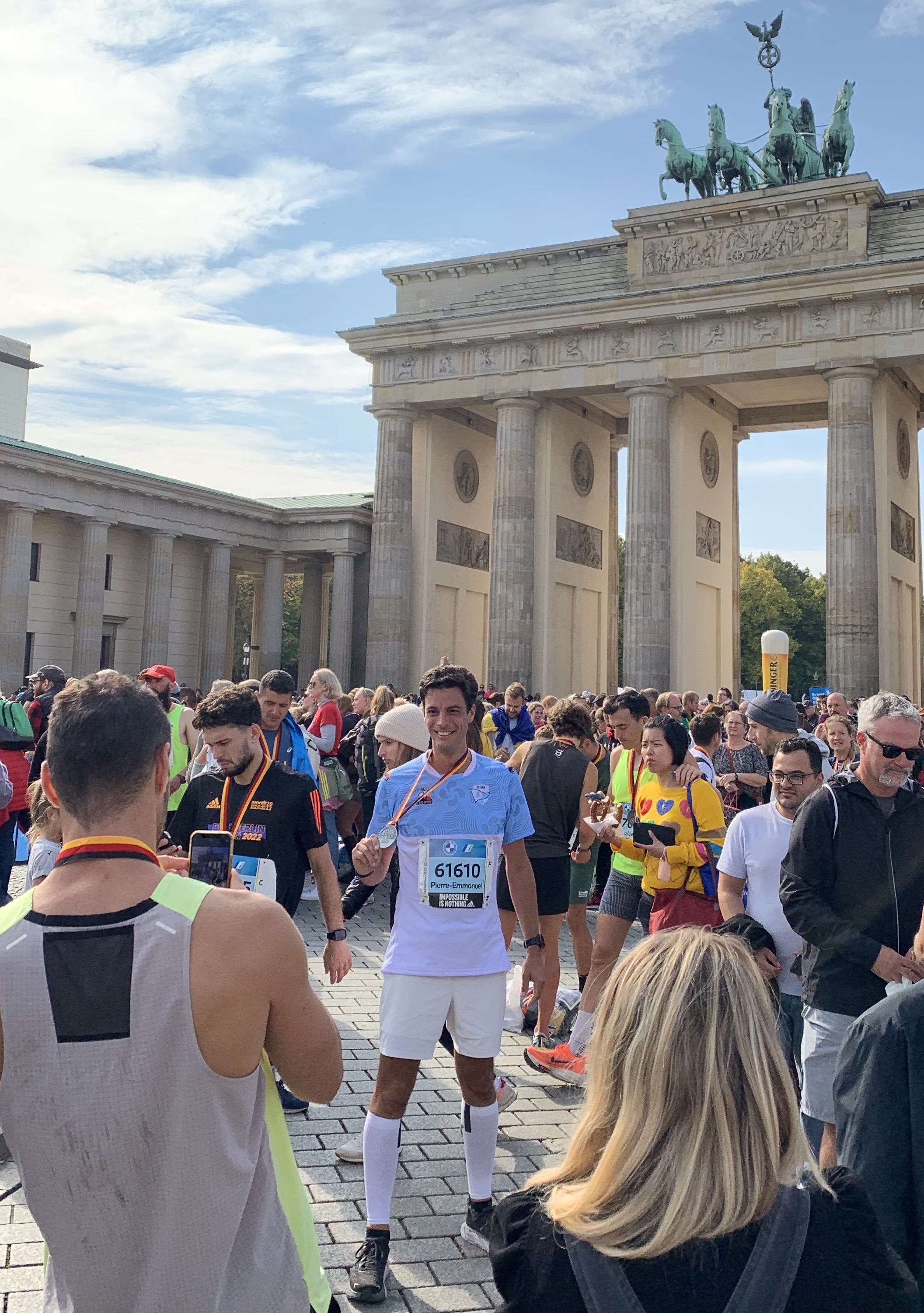
Teilnehmer des Berlin Marathons

Spätestens seit 1904 wird im SCC Leichtathletik betrieben, die Leichtathletikabteilung wurde 1919/20 gegründet. Im Jahr 1908 gewann der Verein den ersten Straßenstaffellauf Berlin-Potsdam. Über die Jahre nahmen SCC-Leichtathleten regelmäßig an nationalen und internationalen Wettkämpfen teil und stellten dabei zahlreiche Rekorde auf. Der erste Weltrekordler des SCC war 1911 Georg Mickler im 1000-Meter-Lauf, der erste Olympiateilnehmer 1908 Paul Nettelbeck im 5-Meilen-Lauf, der im selben Jahr im 1500-Meter-Lauf der erste Deutsche Meister des SCC wurde.
Die Leichtathletikabteilung des SCC war im Jahr 2007 und 2008 der erfolgreichste Berliner Leichtathletikverein unter Berücksichtigung der internationalen Einsätze. Im Jahr 2007 gewann Robert Harting neben seinem ersten deutschen Meistertitel die Silbermedaille bei den Weltmeisterschaften in Osaka im Diskuswurf. Aber auch André Höhne, der 2007 und 2008 drei deutsche Meisterschaften gewinnen konnte, sowie Julia Fischer, die 2007 U18-Weltmeisterin und 2008 Vizeweltmeisterin der U20 im Diskuswurf werden konnte, waren erfolgreich.
Bei den Olympischen Spielen 2008 in Peking waren vier SCC-ler am Start. Bei den deutschen Meisterschaften 2008 (Freiluft) in Nürnberg gab es drei Goldmedaillen (Robert Harting, André Höhne und die 4-mal-400-Meter-Staffel mit Florian Seitz, Sven Buggel, Frederic Zweigner und Julian Kwius). Bei den deutschen Jugendmeisterschaften gewannen Christoph Roschinsky (10.000 m Gehen) und Julia Fischer (Diskus) zwei weitere Titel für den SCC. Im Juniorenbereich stellte der SCC ebenfalls zwei deutsche Meisterinnen mit Julia Fischer (Diskus) und Jill Richards (400 m Hürden).
Gina Lückenkemper vom SCC Berlin wurde 2022 zu Deutschlands Sportlerin des Jahres gewählt.

### Laufveranstaltungen
Der Berlin-Marathon und der Berliner Halbmarathon werden vom Sportverein SC Charlottenburg veranstaltet und von der SCC EVENTS GmbH organisiert.
Der Berlin-Marathon fand erstmals 1974 als Berliner Volksmarathon statt und wurde von Horst Milde, einem SCC-ler, initiiert. Er ist heute einer der teilnehmerstärksten Marathon-Laufveranstaltungen der Welt.
Der Berliner Halbmarathon findet jährlich, in der Regel Ende März bzw. Anfang April statt. Er ging 1990 aus dem seit 1984 bestehenden SCC-Halbmarathon in West-Berlin und dem seit 1981 bestehenden Ost-Berliner Friedenslauf (der in seinem ersten Jahr als Lichtenberg-Marathon firmierte) hervor.

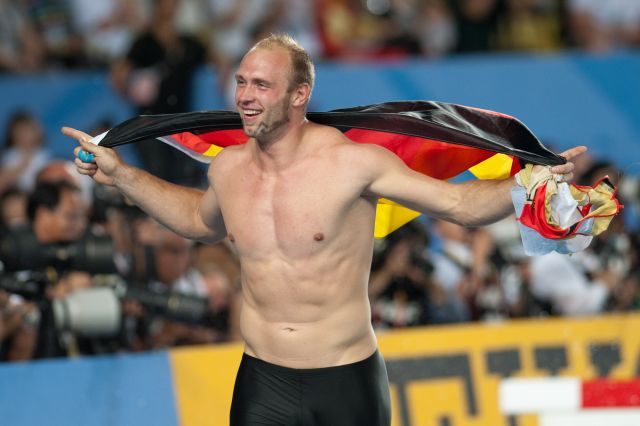
Robert Harting

### Olympische Erfolge
Neben zahlreichen Weltrekorden gewannen die folgenden SCC-Leichtathleten Olympiamedaillen:
- Helmut Körnig 1928 im 200-Meter-Lauf die Bronzemedaille und 1928 und 1932 in der 4-mal-100-Meter-Staffel jeweils die Silbermedaille.
- Arthur Tell Schwab 1936 im 50-km-Gehen für die Schweiz die Silbermedaille.
- Gerhard Stöck 1936 im Kugelstoßen die Bronzemedaille und im Speerwurf die Goldmedaille.
- Bodo Tümmler 1968 im 1500-Meter-Lauf die Bronzemedaille.
- Robert Harting 2012 im Diskuswurf die Goldmedaille.
- Christoph Harting 2016 im Diskuswurf die Goldmedaille.

## Rugby
Die Rugby-Abteilung wurde im Dezember 1920 mit 22 Mitgliedern gegründet. Sie wurde schon bald Ursprung weiterer Rugby-Teams in anderen Berliner Sportvereinen. Zehn SCCer verließen den Verein und halfen beim Aufbau von Rugby-Abteilungen beim SV Siemens (1923), beim BFC Preußen (1923), beim Berliner RC (1926) und beim FC Tennis-Borussia (1928). Der SCC errang mehrere Meistertitel: Brandenburg-Mitteldeutscher Meister 1925 und 1929, Berliner Meister 1926. Nach dem Zweiten Weltkrieg nahm die SCC-Mannschaft den Spielbetrieb nicht wieder auf, bestand aber als Mitglied des Berliner Rugby-Verbandes bis in die frühen 1970er Jahre.

## Tennis
Die Tennisabteilung, der Tennis-Club SCC, wurde im Jahre 1911 ins Leben gerufen und ist seit 1968 ein eigener eingetragener Verein, der aber weiterhin an den Hauptverein angeschlossen ist. Die Anlage befindet sich gegenüber vom Mommsenstadion in der Waldschulallee. Die Tennisabteilung verfügt über 700 Mitglieder und 13 Tennisplätze.

## Tischtennis
Die Tischtennisabteilung wurde 1953 ins Leben gerufen. Der Gründer Holger Ryll führte 20 Jahre lang den Verein als Vorsitzender. Nachdem bereits in den 1960er und 1970er Jahren die erste Herrenmannschaft vorübergehend in der Oberliga Nord spielte, ohne sich dort langfristig halten zu können, hat sich der SC Charlottenburg inzwischen überregional etabliert. Die erste Herrenmannschaft (von fünf) spielt in der Regionalliga Nord, während die Damen in der Oberliga Ost antreten.
Größter Erfolg der Vereinsgeschichte war bisher der dritte Platz der Herrenmannschaft in der Oberliga Nord in der Spielzeit 1965/66, womit die Charlottenburger die Qualifikationsrunde zur neugeschaffenen Tischtennis-Bundesliga erreichten. Dort erreichten sie in ihrer Gruppe jedoch hinter TuSA Düsseldorf und Eintracht Frankfurt nur den dritten und letzten Platz und verpassten so (ebenso wie Frankfurt) die Qualifikation für die neue Eliteliga.
Literatur
- Michael Schäfer: Der SCC. In: DTS. 1977/10 Ausgabe Süd-West, S. 43.

## Persönlichkeiten
- Felix Zwayer (DFB-Schiedsrichter seit 2004, Bundesliga-Schiedsrichter seit 2009, FIFA-Schiedsrichter seit 2012), War involviert in den Fußball-Wettskandal 2005
- Horst Milde (Langstreckenläufer und Begründer des Berlin-Marathons).